# أبو خشبة
أبو خشبة قرية في ناحية قرى مركز المخرم التابعة لمنطقة المخرم في محافظة حمص في سورية. تبعد عن مدينة المخرم حوالي 11 كم، وعن مدينة حمص حوالي 55 كم. يبلغ عدد سكانها حوالي 500 نسمة. تحيط بها جبال الشومرية. تتميز بنسيمها العليل صيفًا وجوها البارد شتاءً. تشتهر القرية بتربية الماشية وخصوصًا الأغنام وزراعة العنب وأنواع من المزروعات والفواكة والقمح والشعير وانتشرت بها مؤخرًا زراعة الزيتون واللوز.